# 쿠르트 마주어

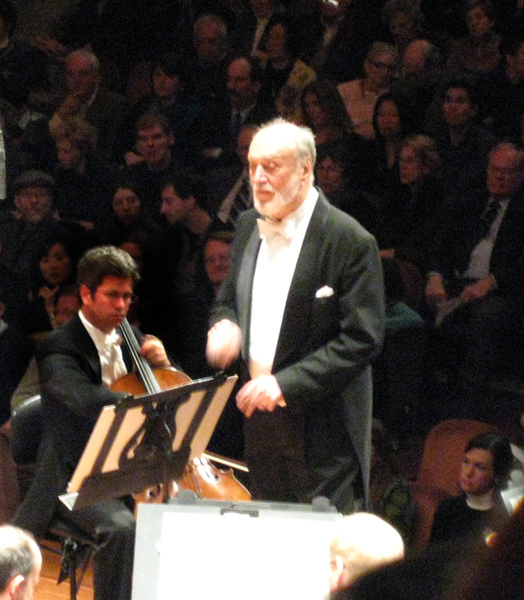
멘델스존의 "스코틀랜드" 교향곡, 샌프란시스코 심포니를 지휘하는 마주어, 2007년 1월 13일

쿠르트 마주어(Kurt Masur, 1927년 7월 18일 ~ 2015년 12월 19일)는 독일의 지휘자이다. 그는 특히 독일 낭만주의 음악에 대한 탁월한 해석으로 정평이 나있다.

## 삶
마주어는 독일 북슐레지엔(Niederschlesien)의 브제크(Brzeg, 독일어로는 브리크(Brieg))에서 태어났고 이후 작센 주 라이프치히에서 피아노와 작곡, 지휘를 공부했다. 마주어는 도합 세 번 결혼했다. 1972년에 마주어는 자동차 사고를 겪었는데 그 때 그는 심각하게 다쳤고 결혼 생활에서 한 명의 딸을 뒀던 두 번째 아내를 잃었다. 그와 세 번째 부인인 일본인 소프라노 사쿠라이 토모코(桜井偕子)와의 사이에는 한 명의 아들 Ken-David을 두고 있는데 현재 이 아들은 산 안토니오에서 성악가이자 성공적인 지휘자로 활동하고 있다. 마주어는 2012년 4월 26일 저녁 파리의 Théâtre des Champs-Élysées에서 열린 한 연주회에서 졸도하여 응급 이송됐으나 바로 다음날부터 회복된 적이 있다. 마주어는 파킨슨병을 이미 2008년 무렵 이래로 앓고 있음이 2012년 10월 10일에 공개됐다. 2015년 12월 19일에 미국 코네티컷 주의 그리니치에 있는 한 병원에서 향년 88세의 일기로 별세하였다.

## 지휘 경력
마주어는 1956년부터 1958년까지, 그리고 다시 1967년부터 1972년까지 두 차례에 걸쳐 드레스덴 필하모닉 오케스트라를 지휘했다. 이때 동독의 베를린 코믹 오페라단과 함께 일하기도 했다. 1970년, 그는 라이프치히 게반트하우스 관현악단의 카펠마이스터에 취임, 1996년까지 장기간 일했다.
1991년, 마주어는 주빈 메타의 후임으로 뉴욕 필하모닉(NYP)의 상임 지휘자 겸 음악 감독으로 취임했다. 그의 계약기간 동안, 당시 NYP의 상임 이사였던 데보라 보르다(Deborah Borda)와의 마찰이 있었다는 이야기가 나돌았는데 이 때문에 결국 그는 2002년 이후로 계약을 갱신하는데 실패했다. 찰리 로즈와의 텔레비전 인터뷰에서, 마주어는 그의 '자신의 의지'로 뉴욕필을 떠난 것은 아니라고 했다. 문제의 원인은 근본적으로는 미국과 독일에서의 지휘자의 역할에 대한 인식의 차이 때문이었다. 미국에서는 피고용인(지휘자)가 고용자에게 하나하나 충실히 "보고"하는 관계라면, 독일의 경우는 경험적으로 최선의 방법을 자유롭게 실행할 수 있는 문화가 조성되어 있기 때문이다. 마주어는 2002년 을 사임할 수 밖에 없었고, 이후 그를 위해 새롭게 만들어진 직함인 종신 음악 감독(Music Director Emeritus)에 임명되었다. 비록 그의 사임은 다소 정치색으로 얼룩져 있었지만, 마주어가 뉴욕필을 이끌면서 그의 나긋나긋한 선임자들과는 다르게 오케스트라의 연주 수준을 확연하게 상승시켰다는 것은 누구도 부인할 수 없는 사실이다.
2000년, 마주어는 런던 필하모닉 오케스트라(LPO)의 수석 지휘자에 취임하여 2007년까지 활동했다. 2002년 봄, 마주어는 프랑스 국립 관현악단의 음악 감독으로 취임해서 ONF의 명예 음악 감독의 지휘를 얻은 2008년까지 오케스트라를 지휘했다. 그의 80번째 생일이었던 2007년 7월 18일에, 마주어는 LPO와 ONF의 연주자들과 함께 런던에서 열린 프롬에서 연주했다. 그의 연주는 늘 다양한 평론가들의 반응을 이끌어냈다.
마주어는 세계 유수의 오케스트라에서 다수의 객원 지휘를 했고, 이스라엘 필하모닉 오케스트라의 종신 명예 객원 지휘자이다.

## 정치적 견해
오랜 세월 동안, 마주어는 동독(Deutsche Demokratische Republik)의 지도자 중 한명이었다. 1982년, 그는 동독으로부터 국가 훈장을 받기까지 했다. 하지만 1989년, 라이프치히에서 거리의 음악가 한 명이 체포되면서 체제에 대한 그의 신뢰심이 사라지게 됐다. 1989년 10월 9일, 그는 공산주의 동독 치하의 라이프치히에서 반정부 시위에 가담했다. 그는 천안문 사태에서 발생했던 불행한 상황이 재현되지 않기를 바라며 시위자들의 안전을 위해 대결 국면에 종지부를 찍을 것을 주장했다.

## 수상 경력
1975년부터 라이프치히 음악원의 교수로 활동중인 마주어는 여러 차례 영예를 얻었다:

1995년 - the Cross of the Order of Merits of the Federal Republic of Germany
 1996년 - the Gold Medal of Honor for Music from the National Arts Club
 1997년 - the titles of Commander of the Legion of Honor from the French government, New York City Cultural Ambassador from the City of New York
 1999년 4월 - the Commander Cross of Merit of the Polish Republic
 2002년 3월 - the Cross with Star of the Order of Merits of the Federal Republic of Germany
 2007년 9월 - the President of Germany, Horst Köhler, bestowed upon him the Great Cross of the Legion of Honor with Star and Ribbon
 2008년 9월 - the Furtwängler Prize(본, 독일)

마주어는 또한 그의 고향인 브리그의 명예 시민이기도 하다.
 2001년, 쿠르트 마주어는 왕립 음악 아카데미의 명예 단원이 되었다.